# Combat Zone Wrestling
A Combat Zone Wrestling (CZW) é uma promoção de wrestling americana independente. Em 1999, John Zandig e cinco de seus alunos, Ric Blade, T.C.K, Lobo, Nick Gage, e Justice Pain (Juntamente com o treinador Jon Dahmer) começaram a fazer shows de wrestling profissional em Nova Jérsia e Delaware, apresentando uma marca de hardcore wrestling apelidado de "ultraviolento". Escadas, mesas, cadeiras de aço, tachinhas, arame farpado, cortadores de grama, lâmpadas fluorescentes, painéis de vidro, e fogo eram elementos comuns do "wrestling ultraviolento" na CZW. A Companhia cobriu o mercado do Hardcore Wrestling deixado pela Extreme Championship Wrestling (ECW). A CZW estabeleceu-se líder do mercado do Hardcore Wrestling na ECW Arena com o show Cage of Death 3 em 2001.
Seu plantel ajudou a estabelecer o que se tornou uma promoção independente superior em anos posteriores. Embora eles são mais comumente conhecidos por seu estilo "ultraviolento", seus shows apresentam quase todos os outros estilos de wrestling também. Quase todo o card caracterizará o voo elevado, comédia, estilo forte, chain wrestling, e technical wrestling. Seu show anual o Tournament of Death enfatiza o estilo ultraviolento da CZW, enquanto o Best of the Best caracteriza-se no estilo técnico e aéreo. CZW foi transmitida na The Fight Network para as pessoas no Reino Unido e na Irlanda como parte do programa Bloodbath até a The Fight Network fechar em 2008. A CZW agora faz shows mensais no Flyers Skate Zone em Voorhees, Nova Jérsia; Ocasionalmente fazem shows fora de Nova Jérsia.
Em 2015, a CZW assinaram um acordo de pay-per-view com a In Demand.

## História

### Academia de Pro-Wrestling
A Academia de Pro-Wrestling da Combat Zone Wrestling foi fundada em Nova Jérsia por John Zandig em 1998. depois de treinar as classes sozinho, Zandig alistou a ajuda de Jon Dahmer, que ajudou a treinar com Zandig para as três classes seguintes. O primeiro aluno treinado foi Lobo, que trabalhou com Zandig antes de suas carreiras no wrestling. Nick Gage e Justice Pain foram os dois próximos alunos a serem treinados por Zandig. O quarto aluno e quinto aluno treinado foi TCK e Ric Blade. A academia mudou-se para a The 2300 Arena de Filadélfia e brevemente mesclou-se com a Chikara Wrestle Factory. Logo após a segunda classe, a Academia se separou da Chikara Wrestle Factory e mudou sua operação de volta para Nova Jérsia, depois de volta para Filadélfia e agora para Blackwood, Nova Jérsia. Atualmente, Drew Gulak É o treinador principal da academia, com membros do vestiário CZW juntando-os a cada sessão.

### Conexão com o Japão
No início de 2000, a CZW estabeleceu uma Hardcore wrestling empresa orientada Big Japan Pro Wrestling, acreditando em popularizar o estilo Hardcore da CZW nos Estados Unicdos, apelidado de "ultraviolento". Ambas as promoções trocaram talentos ao longo de 2000 e 2001, a rivalidade empresa vs empresa foi baseado principalmente no Japão. Os "guerreiros CZW" em BJW incluíam Wifebeater, Nick Gage, Trent Acid, Justice Pain, Johnny Kashmere, Nate Hatred, Ruckus, Nick Berk, tendo John Zandig como o líder.
Incidentes notáveis incluíram Zandig virar rosto no Japão e Jun Kasai juntando Zandig como parte de sua stable na CZW. Kasai competiu em um combate que foi mais tarde apelidado de "Un F'N Believable", em referência ao nome de shows. Durante o combate, Kasai levou um powerbomb sobre a corda superior em lâmpadas fluorescentes, arame farpado e mesas, fazendo com que o cotovelo de Kasai saísse de sua pele, ele continuou o combate depois de ter o cotovelo tapado.
Durante 2001 no Japan, o Wifebeater e Ryuji Yamakawa se enfrentaram em um combate que acabaria com a carreira de Yamakawa após o Wifebeater usar o powerbomb que o jogou fora do ring através de uma mesa criada no exterior. Em uma 'shoot interview' Wifebeater afirmou dificuldades de comunicação entre os dois foi um fator importante que levou ao incidente. Wifebeater suplicou que eles não deveriam executar o movimento, embora o movimento continuou e viu a cabeça de Yamakawa bater contra o concreto. Ambos os lutadores declararam que era metade da culpa do outro quando Yamakawa não tomou o movimento como deveria ser executado; embora alguns até mesmo culpam as mesas japonesas, que são menores, mais resistentes e mais difíceis de quebrar, a mesa neste incidente não quebrou e simplesmente escorregou debaixo de Yamakawa, assim, apenas conectando com as pernas, fazendo com que sua cabeça tomasse impacto com o concreto.
O motivo do colapso do acordo inter-promocional é incerto. Depois de uma controvérsia explodindo painéis de vidro, entre Zandig e Mitsuhiro Matsunaga no Japão, em 2001, Zandig deixou a BJW com o cinturão de título de morte da BJW. Muitos lutadores de ambas as promoções na época estavam confusos sobre o colapso entre os dois.

### Champs Arena, PPV,e a Fake You TV
Em fevereiro de 2000, a empresa mudaria de residência de Mantua, Nova Jérsia para a Champs Soccer Arena, em Sewell, Nova Jérsia. Eles permaneceriam lá por dois anos até que o estado de Nova Jérsia proibisse o uso de armas ultraviolentas (como vidro, arame farpado e fogo) na luta livre. Para neutralizar a proibição, a CZW saiu de Nova Jérsia para Delaware, Onde eles iriam hospedar seus shows mais ultraviolentos durante todo o resto da existência da empresa.
Um pay-per-view gravado para o 25 de junho de 2000, foi posto em prática. O evento foi programado para o main event de Terry Funk e Atsushi Onita em um comabte de explosivos. O negócio caiu quando Onita cancelou. Embora o show teve o main event de Nick Gage e O Wifebeater pela primeira vez com um combate de 200 lâmpadas fluorescentes nos Estados Unidos, o show foi mais tarde chamado "Eles disseram que não poderia ser feito".
Em 8 de junho de 2001, a empresa garantiu uma gravação de TV para o show Take 1. Durante o evento principal, como parte de um mergulho em dupla de 20 pés na varanda, Ric Blade teve uma perna quebrada após o pouso de Justice Pain, que colocou sobre duas mesas empilhadas, Nick Gage foi para tentar o segundo mergulho com Lobo A poucos metros de distância, infelizmente Nick Gage escorregou e caiu de cima da varanda para o chão; Felizmente Gage foi capaz de continuar, ao contrário Blade que teve que ser esticado para fora. O incidente foi cortado da TV. As gravações de TV foram ao ar na WGTW-48, como parte do show da própria CZW, Fake You TV, que estava disponível em muitos estados do nordeste dos Estados Unidos. Depois de muitas mudanças de negócios pela equipe de produção do WGTW-48 ao longo dos anos, incluindo uma mudança de horário de sábado as 9 da noite para uma noite da semana depois da meia-noite, para competir com outras promoções, essa ideia foi um fracasso e Fake You TV continuou a se esforçar. A CZW continuou a suportar todas as decisões de negócios que a WGTW-48 fazia e executava até que o canal decidiu não ir ao ar o epísodio de 18 de junho de 2004 devido ao seu conteúdo, através de efeitos negativos sobre os fãs e depois de muita consideração, A CZW decidiu retirar o show indefinidamente.

### Debut na Viking Hall e as Indy Wars
Devido ao seu show anual Cage Of Death 3 (COD) Show no final de 2001, a empresa precisava de um espaço maior e fez sua estreia na Arena ECW, anteriormente Viking Hall e atualmente The Arena. O local teve os ingressos esgotados no edifício desde a era de ECW, e centenas foram afastadas do maior show da história de promoções. Várias promoções competiram para a base de fãs do Nordeste que havia sido deixada para trás pela ECW no que se tornou conhecido como o "Indy Wars". CZW, XPW e 3PW foram as principais promoções que giraram em torno da Viking Hall. A XPW receberam o contrato de arrendamento para a arena no final de 2002, depois que Rob Black ofereceu cerca de U$60.000. Em 12 de dezembro de 2002, como parte de um cabeçalho triplo de wrestling em Filadélfia a Ring Of Honor fez um show em conjunto com a CZW e a 3PW no que seriam as últimas duas promoções nos últimos eventos da arena. Durante o evento da CZW, Zandig declarou publicamente que havia oferecido U$32.000 para permanecer na arena, mas também afirmando que com os U$10.000 por mês que a XPW precisaria pagar pelo prédio, a locação não duraria muito.
Acompanhado de incidentes relacionados Extreme Associates, A XPW faliu mais tarde em 2003. A CZW fêz seu retorno à arena em 8 de março de 2003.

### Itália e tributo a ECW
Pouco depois de seu retorno à arena, em 10 de maio de 2003, a empresa promoveu um show intitulado "Then & Now: A Década de Defiance". O evento foi uma homenagem aos últimos dez anos de luta da New Alhambra Arena, ou no momento; Viking Hall.
Em 25 de outubro de 2003, a promoção fez sua estreia na Itália com um registro de presença de 2.000 pessoas encheram a Palasport Arena em Pistoia, mais tarde, em 27 de março de 2004, a empresa retornou para outro evento com Sabu em um combate de mesas desta vez apenas com 500 pessoas em Parma.

### Invasão da IWA-MS
Em 14 de junho de 2003, a promoção do meio-sul Independent Wrestling Association Mid-South (IWA-MS) invadiu a CZW como parte de um kayfabe O que levou a uma disputa inter-promocional durante a maior parte de 2003. Durante a noite da invasão inicial, a multidão estava tão irritada que eles começaram a lançar cadeiras no ringue em Ian Rotten, o Corporal Robinson, e J.C. Bailey da IWA-MS. O comissário de wrestling de Delaware, que estava no ringue na época, foi atingido no lado da cabeça. A disputa foi baseada em ambas as promoções e uma parte importante levou ao CZW Tournament of Death 2, cinco lutadores da IWA-MS e três lutadores da CZW entraram no torneio de eliminação única de 8 homens. A semifinal teve dois lutadores da CZW John Zandig e Nick Mondo competindo em um combate 2 de 3 lightube log cabin, um combate que é dito ter terminado carreira de Nick Mondo (No entanto, na entrevista de Mondo tiro ele declarou que T.O.D 2 ia ser a sua última aparição de qualquer maneira). No final do combate Zandig usou um Mother F'N Bombed em Nick Mondo de um telhado de 40 pés como Zandig e Mondo cairam em tabelas e um engenho de cabine de registro de lâmpadas fluorescentes. Ele continuou o Torneio com 3 ossos quebrados em seu pulso e venceu o torneio depois de derrotar Ian Rotten em uma final de 200 lâmpadas fluorescentes.

### Incidente de Zandig
Durante a disputa de John Zandig com uma heel stable contra Hi-5, Zandig foi suspenso no meio do ring por ganchos de carne do telhado da arena. O incidente levou à montagem do evento principal em Cage of Death 2003, onde uma gaiola foi suspensa do telhado, o evento foi chamado Cage of Death 5: Suspendido. A companhia manteve-se bem sucedida esse ano e teve uma multidão para fora vendida para sua mostra anual da gaiola da morte.

### Anos depois
Em 2005, a CZW estabeleceu uma ligação com a promoção local Chikara, uma escola de formação conjunta conhecida como «The Wrestle Factory» na New Alhambra Arena, com instrutores de cabeça Chris Hero e Mike Quackenbush. Durante 2007, A CZW partiu da escola de treinamento para formar seu próprio, bem como sua escola mais velha.
A empresa manteve-se forte nos próximos anos com o novo booker, Mike Burns, que foi responsável por uma das melhores corridas na história da promoção. A Pancoast Productions, empresa que durante muitos anos foi responsável por muitos logótipos da CZW e trabalho da TitanTron, entre outras coisas, partiu brevemente da empresa no final de 2005, após uma altercação entre o proprietário da Pancoast Productions Mike Pancoast e John Zandig.
No show Cage of Death 7, no final de 2005, o ex-CZW Ironman Champion Chris Hero fez uma promo desafiando o "American Dragon" Bryan Danielson para um combate no próximo show. Nos bastidores durante esta promoção, o proprietário da CZW, John Zandig, ficou furioso. Zandig não sabia do negócio que o booker da CZW, Mike Burns arranjou com a Ring of Honor (ROH) Booker, Gabe Sapolsky. A notícia da CZW trabalhando com a ROH fez Zandig entrar em um frenesi. Zandig foi aproximado do backstage por Mike Pancoast, após um argumento muito vocal Zandig o empurrou abaixo em um voo das escadas. Um trabalhador citou Zandig dizendo a Pancoast, "Certifique-se de pegar o trilho em seu caminho para baixo."

### D.J. Hyde
O Wrestler D.J. Comprou a CZW de Zandig em 2009. O primeiro show reservado por DJ Hyde foi Tangled Web 2. Desde então, CZW realizou seus primeiros shows na Alemanha, Massachusetts, Ohio, South Carolina e Indiana. Eles também retornaram ao Japão e trouxe de volta estrelas anteriores como Homicide, The Briscoe Brothers, Derek Frazier e BJ Whitmer. Em 2014 a CZW excursionou a Inglaterra como parte de uma promoção transversal com Tidal Championship Wrestling. Depois de 13 anos de negócios juntos, em 2013 a Combat Zone Wrestling e Smart Mark Home Video cessou a parceria depois de uma queda. A partir de fevereiro de 2013 todos os eventos Combat Zone Wrestling são filmados, editados e distribuídos por RF Video.

### Retorno a Nova Jérsia
Em janeiro de 2012, a CZW & ECW's world famous arena foi vendido e fechado mais tarde temporariamente, e não abriou até dezembro 2013. O fechamento do local forçou a CZW a procurar um repouso novo, funcionando agora eventos mensais em Flyers Skate Zone em Voorhees, Nova Jérsia.

## Maven Bentley Association
A Maven Bentley Association (MBA) é a irmã da Combat Zone Wrestling, dirigida por Maven Bentley. O MBA é o único proprietário do Maven Bentley personagem. Ele fornece serviços de promotor para empresas de wrestling independentes, bem como o personagem Maven Bentley para a atuação e outros empreendimentos de entretenimento. Metade do plantel são principalmente da CZW. A MBA LLC tem prestado serviços para alguns dos principais nomes do negócio de luta livre, tais como Ring of Honor (ROH), World Xtreme Wrestling (WXW), World Sumo League (WSL), e Total Nonstop Action Wrestling (TNA).
Em 2007, a CZW teve uma feud de curta duração com o MBA, que tinha estado correndo mal comparado com a CZW para os últimos meses com o poder-louco Bentley abusando de sua autoridade. Bentley "contratou" alguns dos próprios lutadores da CZW para ajudá-lo a assumir a empresa. Esses lutadores foram Diehard Dustin Lee, Scotty Vortekz, Brain Damage e DJ Hyde. Bentley se envolveu como ele estava programado para enfrentar Lobo em um combate de alça de lenhador, que ele perdeu em Cage of Death 9. O MBA voltou para a CZW Arena para a sua "crise econômica" evento em 31 de janeiro de 2009.

### Campeonatos
| Campeonatos                                   | Campeões                         | Derrotou                   | Conquistado em      | Local                   |
| --------------------------------------------- | -------------------------------- | -------------------------- | ------------------- | ----------------------- |
| MBA Heavyweight Championship                  | Andy Sumner                      | DJ Hyde                    | 6 de Junho de 2008  | Filadélfia, Pensilvânia |
| MBA Tag Team Championship                     | BLKOUT (Eddie Kingston & Sabian) | Cory Kastle and Jon Dahmer | 21 de Junho de 2006 | Filadélfia, Pensilvânia |
| MBA A-Maven-Can Idol Heavyweight Championship | Daunte Sweet                     | Derek Frazier              | 16 de Abril de 2005 | Filadélfia, Pensilvânia |

## Mídia popular

### The Wrestler
The Wrestler é um filme de 2008 baseado em torno de um fictício, uma vez proeminente pro-wrestler (interpretado por Mickey Rourke) nas alturas dos anos 1980, agora deixou de dirigir de cidade em cidade para barata pickup bouts e os perigos rigorosos de ligas como CZW.
Em 8 de dezembro de 2007, Scott Franklin, Darren Aronofsky E Mickey Rourke visitou o CZW Cage of Death IX em dezembro e comprometido com o local. Em 9 de fevereiro de 2008, como parte do evento regular de fevereiro da CZW, as filmagens da New Alhambra Arena para o próximo filme que incluiu muitos ex-alunos da CZW, juntamente com o Necro Butcher, que luta personagem Rourke "Randy 'The Ram' Robinson" em um hardcore ultraviolento.
A esperança de Zandig era que The Wrestler, juntamente com o primeiro contrato de distribuição mundial da CZW para seus DVDs (através da LocoMotion Films) levaria o esporte ultraviolento para o próximo nível.

### G4 Underground
A CZW foi apresentada no G4's TV Show G4 Underground. Ele mostra Danny Havoc se preparando para seu combate em Total Havoc contra Thumbtack Jack em que ele ganhou.

### Time Warp
A aparição da CZW no Discovery Channel no programa Time Warp estreou no dia 22 de abril de 2009 como parte de um episódio especial de 60 minutos. O programa incluiu metragem das estrelas Zandig da Combat Zone Wrestling, e Nick Gage nos estúdios de Discovery Channel em Boston.

## Eventos anuais
| Evento                     | Ano(s) ativo        | Notes                               |
| -------------------------- | ------------------- | ----------------------------------- |
| CZW Cage of Death          | 1999                | Cage Match Gimmick                  |
| CZW Best of the Best       | 2001                | Junior Heavyweight Tournament       |
| CZW Tournament of Death    | 2002                | Ultraviolent Tournament             |
| CZW Night of Infamy        | 2002                | Ultraviolent Event                  |
| CZW Deja Vu                | 2002                | Ultraviolent Event                  |
| CZW Down With the Sickness | 2005                | Chri$ Ca$h Memorial Show            |
| CZW Tangled Web            | 2008                | Barbed Wire Spiderweb Match Gimmick |
| CZW High Stakes            | 2002 (1º) 2014 (5º) |                                     |

### Cage of Death
O maior show da Combat Zone Wrestling é o Cage of Death de fim de ano. Ele sempre apresenta o combate "Cage of Death", um steel cage com várias armas, objetos e muita violência de luta. Foram utilizadas paredes de gaiolas eletrificadas, cactos, escadas, mesas, cadeiras dobráveis em aço, arame farpado, tubos de luz, fogo, vidro, tachinhas e bastões de beisebol. Combates que sempre incluem obstáculos de wrestling de alto risco. A Cage of Death também tem diferentes formatos e estipulações: singles, tag team, ou gauntlet.

### Tournament of Death
Um evento anual da Combat Zone Wrestling que consiste em um torneio death-match apresentando o uso de fogo, erva daninha, tubos de luz, e outras armas. Os vencedores anteriores incluem Wifebeater (TOD 1 e 3), Nick Mondo (TOD 2), Necro Butcher (TOD 4), Nick Gage (TOD 5 & TOD vs. Gorefest), Drake Younger (TOD 6), Brain Damage (TOD: FF), Danny Havoc (TOD 7), e John Zandig Que deu o troféu para o Thumbtack Jack, que perdeu o troféu do Tournament of Death no Best of the Best para DJ Hyde (TOD 8). Devido aos incidentes em TOD 8 outro evento chamado TOD 8.5 Rewind ocorreu no mesmo ano que foi ganho por Thumbtack Jack. Scotty Vortekz ganhou TOD 9. Masada ganhou TOD X, XI e TOD: Europa.

### Best of the Best
Um evento anual da Combat Zone Wrestlin umg torneio anual que difere de outros eventos CZW em como ele enfatiza atletismo mais do que o uso de armas. O Best Of The Best é, por design, um torneio pelo Junior Heavyweight. Em 2005, no entanto, o torneio foi formatado como um torneio de peso aberto. No ano seguinte, voltou ao seu formato original. Os vencedores anteriores incluem Winger, Trent Acid, B-Boy, Sonjay Dutt, Mike Quackenbush, Ruckus, Joker, Sabian, Egotistico Fantastico, Adam Cole e Sami Callihan nessa ordem.

### DeJa Vu
O primeiro show apresentou um combate de arame farpado entre Zandig e Lobo. Desde então, o card do Deja Vu é realizado quase uma vez por ano.

### Chri$ Ca$h Memorial Show
A partir de 2005 Combat Zone Wrestling anualmente executar um evento memorial homenagem a Christopher "Chri$ Ca$h" Bauman intitulado "Down with the Sickness", após Chri$ Ca$h da banda Disturbed fazer uma música tema. O show começou originalmente como um espetáculo de tarde de cabeçalho duplo, com outro evento da CZW acontecendo mais tarde na noite. Muitos ex-estagiários CZW fizeram aparições em eventos passados, incluindo o amigo de longa data GQ, que lutou em todos os eventos.

### Tangled Web
Todos os anos, desde 2008, a CZW realizou este evento em que um arame farpado "teia de aranha" é usado.

## Campeonatos

### Campeonatos ativos
| Campeonato                         | Atuais campeões                                | Derrotou                          | Conquista             | Dias | Local                    |
| ---------------------------------- | ---------------------------------------------- | --------------------------------- | --------------------- | ---- | ------------------------ |
| CZW World Heavyweight Championship | Eran Ashe                                      | Rich Swann                        | 5 de maio de 2024     | 318  | Havre de Grace, Maryland |
| CZW World Tag Team Championship    | Milk Chocolate (Randy Summers e Brandon Watts) | CMD (DeSean Pratt e Boom Harding) | 3 de setembro de 2023 | 741  | Havre de Grace, Maryland |

### Campeonatos descontinuados
| Campeonato                                 | Último campeão                    | Conquista              | Local                          |
| ------------------------------------------ | --------------------------------- | ---------------------- | ------------------------------ |
| CZW Death Match Championship               | Nick Gage                         | 9 de agosto de 2009    | Filadélfia, Pensilvânia        |
| CZW Dojo Wars Tag Team Championship        | Valor (Dominick Denaro & Kee Min) | 21 de dezembro de 2019 | Voorhees Township, Nova Jérsei |
| CZW Interpromotional Hardcore Championship | Lobo                              | 5 de junho de 2005     | Malaga, Nova Jérsei            |
| CZW Iron Man Championship                  | Egotistico Fantastico             | 11 de julho de 2000    | Filadélfia, Pensilvânia        |
| CZW Medal of Valor Championship            | Eran Ashe                         | 25 de outubro de 2019  | Voorhees Township, Nova Jérsei |
| CZW Wired Championship                     | Vago                              | 1 de janeiro de 2021   | Voorhees Township, Nova Jérsei |
| CZW World Junior Heavyweight Championship  | Greg Excellent                    | 14 de março de 2015    | Voorhees Township, Nova Jérsei |
| CZW Ultraviolent Underground Championship  | Masada                            | 9 de julho de 2011     | Filadélfia, Pensilvânia        |